# Nantenin Keïta
Nantenin Keïta (* 5. November 1984 in Bamako, Mali) ist eine französisch-malische Athletin, die hauptsächlich an paralympischen Sprintwettkämpfen der Kategorie T13 teilnimmt. Sie ist die Tochter des malischen Musikers Salif Keïta und damit eine direkte Nachfahrin des Gründers des malischen Reiches, Sundiata Keïta. Sie wurde wie ihr Vater mit Albinismus geboren und ist sehbehindert.

## Leben
Sie nahm an den Sommer-Paralympics 2008 in Peking (China) teil. Dort gewann sie eine Silbermedaille im 200-Meter-T13 der Frauen, gewann eine Bronzemedaille im 400-Meter-T13 der Frauen, wurde Vierte im 100-Meter-T13 der Frauen und wurde Vierte im Weitsprung F13 der Frauen.
Sie gewann auch Bronze bei den Sommer-Paralympics 2012 in London über 100 m T13.
Bei den Leichtathletik-Europameisterschaften der Behinderten 2014 in Swansea gewann sie die Goldmedaille im 400-Meter-T13 der Frauen. Im nächsten Jahr folgte sie ihrem europäischen Erfolg mit zwei Medaillen bei den Leichtathletik-Weltmeisterschaften der Behinderten 2015 in Doha. Sie gewann Silber im T13 über 100 m und holte Gold über 400 m, um ihren Auszeichnungen den Weltmeistertitel hinzuzufügen. An den Leichtathletik-Europameisterschaften der Behinderten 2016 in Grosseto verteidigte sie erfolgreich ihren 400-m-Titel und fügte auch den 100-m-Titel hinzu.